# Miloš Bátovský
Miloš Bátovský (* 26. května 1979, Krupina) je slovenský atlet, věnující se chůzi na 20 km a 50 km. Na olympijských hrách 2004 skončil časem 3:59:11 hod. na 18. místě.
Na Letních olympijských hrách 2008 v Pekingu dobyl 35. místo časem 4:06:30 hod.